# (16816) 1997 UF9
A (16816) 1997 UF9 egy földközeli kisbolygó. A LINEAR projekt keretében fedezték fel 1997. október 29-én.